# 강아지 호텔
《강아지 호텔》(영어: Hotel for Dogs)은 미국에서 제작된 토어 프로이덴탈 감독의 2009년 가족 코미디 영화이다. 1971년에 출간된 동명 소설이 원작이다. 에마 로버츠, 제이크 T. 오스틴 등이 출연하였고, 로런 슐러 도너 등이 제작에 참여하였다.
2007년 11월 촬영이 시작되었으며 촬영은 전적으로 로스앤젤레스, 캘리포니아주 유니버설시티와 같은 도시들에서 이뤄졌다. 영화 속 개들은 촬영 시작 전 수개월 동안 훈련을 받았다. 약 80명의 소년들이 브루스 역 오디션에 참여했으며 이후 오스틴이 선정되었다. 이 영화는 미국에서 2009년 1월 16일 개봉했다.

## 줄거리
고아 남매 앤디와 브루스는 길거리에서 떠돌이 개 프라이데이를 키우며 위탁 가정 생활을 이어간다.
어느 날 남매는 프라이데이에게 먹을 것을 사줄 돈을 마련하다가 문제를 일으켜 사회 복지사 버니에게 혼이 난다. 위탁 부모인 로이스와 칼은 이들에게 무관심하다. 프라이데이가 동물 보호소에 잡혀가자 앤디와 브루스는 돈을 주고 빼내고, 우연히 폐업한 호텔에서 다른 떠돌이 보스턴 테리어와 잉글리시 마스티프를 발견한다.
남매는 이 호텔을 개들의 임시 거처로 삼고, 부모님이 종종 떠돌이 개들을 구조한다는 거짓말을 하면서 다른 떠돌이 개들도 맡아 돌보게 된다. 남매는 친구들의 도움을 받아 호텔을 개들을 위한 공간으로 개조하고 비밀리에 운영한다.
그러나 앤디는 초대받은 파티에서 실은 고아라는 사실이 까발려지고, 위탁 부모는 문제를 일으킨 브루스 뒤를 밟아 호텔까지 따라온다. 호텔의 개들은 모두 동물 보호소로 끌려간다. 설상가상으로 앤디와 브루스는 서로 다른 위탁 가정으로 보내질 위기에 처한다.
하지만 프라이데이가 탈출하여 친구들에게 도움을 요청하고, 버니는 호텔에 남은 개를 발견하고 아이들이 개들을 얼마나 사랑하는지 깨닫는다. 앤디와 브루스는 개들이 멀리 도망가길 바라며 동물 보호소에 침입해 개들을 풀어주지만 개들은 다시 호텔로 돌아간다. 이 광경은 시민들의 관심을 끌고, 버니는 아이들이 개들에게 새로운 가족을 만들어 주었다는 감동적인 이야기를 전한다. 결국 경찰은 아이들이 개들과 함께 지내도록 허락하고, 버니 부부는 앤디와 브루스를 입양한다.
모든 사람들의 도움으로 호텔은 '개들을 위한 호텔'로 재개장하고, 앤디, 브루스, 프라이데이는 새로운 가족과 함께 행복하게 지낸다.

## 출연진
- 에마 로버츠 - 앤디 역
- 제이크 T. 오스틴 - 브루스 역
- 조니 시먼스
- 카일라 프랫
- 트로이 젠틸
- 돈 치들
- 로빈 리
- 리사 쿠드로
- 케빈 딜런
- 에릭 에덜스틴
- 아제이 나이두
- 이벳 니콜 브라운
- 막시밀리아노 에르난데스

## 기타 제작진
- 배역: 세라 헤일리 핀, 랜디 힐러
- 미술: 윌리엄 샌델
- 소품팀: 브래드 리커
- 의상: 베스 패스터낵